# Большое Масленниково
Большо́е Ма́сленниково — деревня в Тутаевском районе Ярославской области. Входит в состав Чёбаковского сельского поселения.

## География
Расположена примерно в 20 км к западу от города Ярославля.

## Население
| 2007 | 2010 |
| ---- | ---- |
| 1    | ↗9   |

Постоянное население на 1 января 2007 года — 1 человек; летом приезжают дачники.

## Инфраструктура
В этой деревне родилась первая женщина-космонавт Земли Валентина Терешкова. Однако музей «Космос», в котором находится экспозиция, посвящённая космонавтке, находится в деревне Никульское, расположенной примерно в 5 км южнее.

## Транспорт
Ближайшая федеральная трасса — автомагистраль «Холмогоры» М8.